# Finale della Coppa d'Asia 2023
La finale della Coppa d'Asia 2023 si è disputata il 10 febbraio 2024 allo Stadio Iconico di Lusail. Il Qatar, padrone di casa del torneo e già detentore del titolo dopo la vittoria nel 2019, ha vinto il suo secondo trofeo nella competizione battendo per 3-1 la Giordania, alla sua prima finale di Coppa d'Asia della storia.
In origine, prima che il 21 agosto 2023 l'AFC cambiasse ubicazione a causa dell'interesse dello Stadio Iconico di Lusail, la partita si sarebbe tenuta allo Stadio Al-Bayt ad Al Khor.

## Le squadre
| Squadra   | Finali (o spareggi) disputate in precedenza (il grassetto indica la vittoria) |
| --------- | ----------------------------------------------------------------------------- |
| Giordania | Nessuna partecipazione                                                        |
| Qatar     | 1 (2019)                                                                      |

## Cammino verso la finale

### Tabella riassuntiva del percorso
| Squadra       | Pt | G |
| ------------- | -- | - |
| Bahrein       | 6  | 3 |
| Corea del Sud | 5  | 3 |
| Giordania     | 4  | 3 |
| Malaysia      | 1  | 3 |

| Squadra    | Pt | G |
| ---------- | -- | - |
| Qatar      | 9  | 3 |
| Tagikistan | 4  | 3 |
| Cina       | 2  | 3 |
| Libano     | 1  | 3 |

## Tabellino
| Arbitro: | Ma |

|               |           |                                           |
| Al-Naimat 67’ | Marcatori | 22’ (rig.), 73’ (rig.), 90+5’ (rig.) Afif |

| Jordan | Qatar |

| GK              | 1  | Yazid Abu Layla  | 90+4’ |       |
| CB              | 3  | Abdallah Nasib   |       |       |
| CB              | 5  | Yazan Al-Arab    |       |       |
| CB              | 17 | Salem Al-Ajalin  | 45+7’ |       |
| RM              | 23 | Ihsan Haddad     |       |       |
| CM              | 21 | Nizar Al-Rashdan |       |       |
| CM              | 8  | Noor Al-Rawabdeh |       |       |
| LM              | 13 | Mahmoud Al-Mardi |       | 80’   |
| RF              | 10 | Musa Al-Taamari  |       |       |
| CF              | 11 | Yazan Al-Naimat  |       |       |
| LF              | 9  | Ali Olwan        | 18’   | 90+5’ |
| Sostituzioni:   |    |                  |       |       |
| MF              | 18 | Saleh Rateb      |       | 80’   |
| MF              | 25 | Anas Al-Awadat   |       | 90+5’ |
| Manager:        |    |                  |       |       |
| Hussein Ammouta |    |                  |       |       |

| GK             | 22 | Meshaal Barsham     | 90+16’ |     |
| CB             | 5  | Tarek Salman        |        |     |
| CB             | 3  | Almahdi Ali Mukhtar |        | 81’ |
| CB             | 12 | Lucas Mendes        |        |     |
| RM             | 9  | Yusuf Abdurisag     |        | 63’ |
| CM             | 24 | Jassem Gaber        |        | 53’ |
| CM             | 20 | Ahmed Fatehi        |        |     |
| CM             | 10 | Hassan Al-Haydos    |        | 53’ |
| LM             | 4  | Mohammed Waad       |        |     |
| CF             | 19 | Almoez Ali          |        |     |
| CF             | 11 | Akram Afif          |        |     |
| Substitutions: |    |                     |        |     |
| MF             | 8  | Ali Assadalla       | 90+9’  | 53’ |
| MF             | 6  | Abdulaziz Hatem     |        | 53’ |
| FW             | 17 | Ismaeel Mohammad    |        | 63’ |
| DF             | 16 | Boualem Khoukhi     |        | 81’ |
| Manager:       |    |                     |        |     |
| Tintín Márquez |    |                     |        |     |

| Man of the Match: Akram Afif Assistenti arbitrali: Zhou Fei (Cina) Zhang Cheng (Cina) Quarto ufficiale: Ilgiz Tantashev (Uzbekistan) Assistente di riserva: Andrey Tsapenko (Uzbekistan) VAR: Fu Ming (Cina) Assistenti al VAR: Jumpei Iida (Giappone) | Regole dell'incontro: - due tempi regolamentari da 45 minuti ciascuno; - due tempi supplementari da 15 minuti ciascuno in caso di parità; - tiri di rigore in caso di ulteriore parità; inizialmente cinque per squadra, e a oltranza fino a spareggio in caso di ulteriore parità; - numero massimo di 23 giocatori per squadra a referto (11 in campo e 12 come potenziali sostituti); - tre sostituzioni permesse nei tempi regolamentari; una quarta permessa nei tempi supplementari. |